# Texananus arctostaphylae
Texananus arctostaphylae är en insektsart som beskrevs av Ball 1900. Texananus arctostaphylae ingår i släktet Texananus och familjen dvärgstritar. Inga underarter finns listade i Catalogue of Life.